# 1982 FE3
1982 FE3 är en asteroid i huvudbältet som upptäcktes den 20 mars 1982 av den belgiske astronomen Henri Debehogne vid La Silla-observatoriet.
Den har en diameter på ungefär 15 kilometer och den tillhör asteroidgruppen Dora.